# جوناثان باول (دبلوماسي)
جوناثان باول (بالإنجليزية: Jonathan Powell)‏ هو دبلوماسي بريطاني، ولد في 14 أغسطس 1956.